# Arthur Penn
Arthur Penn (Filadèlfia, 27 de setembre de 1922 - Nova York, 28 de setembre de 2010) fou un director de cinema estatunidenc.

## Biografia
Atret pel món de la interpretació des de molt jove, Penn es va dedicar al teatre, activitat que va continuar mentre servia a l'exèrcit durant la Segona Guerra Mundial. En la dècada de 1950, va realitzar una sèrie de drames per a la televisió, debutant a la pantalla gran amb el western El pistoler esquerrà (1958). El film suposa una interpretació lliure i desmitificadora de la figura de Billy el Nen, que el converteix en un excel·lent retrat psicològic d'un jove criminal (interpretat per Paul Newman).
El seu següent film va ser El miracle d'Anna Sullivan (1962), una obra de teatre de William Gibson basada en fets reals, que narra de la vida d'Anne Sullivan i la seva relació amb la que va ser la seva alumna cega i sordmuda Helen Keller. La pel·lícula, d'una realització molt moderna, va ser favorablement acollida pel públic i va guanyar dos Oscars, un per a Anne Bancroft, com a actriu principal, i l'altre per Patty Duke com a actriu secundària (que eren les dues actrius que van interpretar aquesta obra a Broadway). Penn també va rebre la primera de les tres nominacions a la millor direcció que rebria en la seva carrera professional i que mai no va obtenir). Aquesta pel·lícula també fou guardonada al festival de Sant Sebastià.
L'any 1965, dirigiria Acorralat amb Warren Beatty, una paràbola sobre el Maccarthisme disfressada d'humor negre, i el 1966, una de les seves grans obres mestres, La caça de l'home, amb Marlon Brando, Jane Fonda i Robert Redford en els papers protagonistes. Aquesta pel·lícula es va convertir en un altre extraordinari retrat social, en una època en què la societat del sud estatunidenc vivia en una espiral de violència, racisme i corrupció. Influenciat per la Nouvelle Vague francesa, el film va ser, tanmateix, un dels seus més grans fracassos de taquilla, malgrat l'excel·lent guió escrit per Lillian Hellman.
Penn tornaria a coincidir amb Warren Beatty el 1967. L'actor (i també productor) li va proposar una reconstrucció de la vida de Bonnie Parker i Clyde Barrow. El resultat en va ser una de les obres mestres del cinema estatunidenc. Amb Bonnie i Clyde, el director torna a mostrar (tal com va fer a El pistoler esquerrà) uns atracadors de la dècada de 1930, que tan sols són el reflex de la societat en la qual viuen: Bonnie (Faye Dunaway) i Clyde (Warren Beatty). El film li va donar una segona opció per guanyar l'estatueta dels Oscars, que tampoc va aconseguir.
Els seus següents títols van ser El restaurant de l'Alice (1969), film basat en una de les satíriques cançons del folklorista estatunidenc Arlo Guthrie, que roman com una cinta de culte per a uns quants sectors de la crítica, i el western revisionista Petit gran home (1970), amb Dustin Hoffman i Faye Dunaway. Petit gran home va ser la pel·lícula més cara que va realitzar Penn i un dels millors exemples dels westerns de qualitat que es van realitzar després de 1970, basats en gran part en la desmitificació de temes i convencions del gènere, a base d'humor àcid i irònic. De manera subliminal, el film criticava l'actuació de l'Exèrcit dels Estats Units i al 7è Regiment de Cavalleria que llavors combatien a la Guerra del Vietnam.
El 1973, va dirigir algunes escenes del film dels Jocs Olímpics de Múnic Visions of Eight al costat de John Schlesinger, Claude Lelouch, Kon Ichikawa i Milos Forman.
Els seus següents projectes van ser La nit es mou (1975) amb Gene Hackman i Melanie Griffith, interessant film negre de lectura gairebé intel·lectual, i Missouri (1976), novament amb Marlon Brando, i Jack Nicholson, pel·lícules que van aixecar algunes crítiques entre els seguidors de Penn.
La dècada de 1980 va suposar l'últim decenni en el que va treballar com a director de cinema. Georgia (1981) és un traumàtic viatge cap a la dècada de 1960, amb els temes de la guerra del Vietnam, els drets civils, escàndols polítics i l'al·lucinogen LSD. De totes maneres, aquest film suposa un signe evident que Penn era fora de les noves tendències cinematogràfiques de la dècada i del gust del públic. Els seus títols posteriors Target amb Gene Hackman i Matt Dillon (1985) i Mort a l'hivern (1987) van ratificar aquesta sensació.
Així les coses, des de finals de la dècada de 1980 Penn va dirigir els seus passos a la televisió.

## Filmografia
- El pistoler esquerrà (The Left Handed Gun) (1958)
- El miracle d'Anna Sullivan (The Miracle Worker) (1962)
- Acorralat (Mickey One) (1965)
- La caça de l'home (The Chase) (1966)
- Bonnie i Clyde (Bonnie and Clyde) (1967)
- Flesh and Blood (1968)
- El restaurant de l'Alice (Alice's Restaurant) (1969)
- Petit gran home (Little Big Man) (1970)
- Visions of Eight (documental) (segment The Hightest) (1973)
- La nit es mou (Night Moves) (1975)
- Missouri (The Missouri Breaks) (1976)
- Georgia (Four Friends) (1981)
- Target (1985)
- Mort a l'hivern (Dead of Winter) (1987)
- Penn & Teller Get Killed (1989)
- The Portrait (1993)
- Inside (1996)